# Omar Mel
Omar Mel – wieś w zachodnim Iranie, w ostanie Kermanszah. W 2006 roku miejscowość liczyła 296 mieszkańców w 63 rodzinach.